# Sabina Nikolaevna Špil'rejn
Sabina Nikolaevna Špil'rejn (in russo Сабина Николаевна Шпильрейн?, nota anche con la traslitterazione tedesca Sabina Spielrein; Rostov sul Don, 7 novembre 1885 – Rostov sul Don, 12 agosto 1942) è stata una psicoanalista russa, una delle prime donne a esercitare questa professione.

## Biografia
Figlia del ricco commerciante ebreo Nikolaj Abramovič e di Eva Markovna, nel 1904 si diplomò a pieni voti nel ginnasio di Rostov. Quell'estate, sofferente di una grave forma di isteria, fu ricoverata nell'ospedale psichiatrico di Burghölzli, nei pressi di Zurigo, dove all'epoca lavorava Carl Gustav Jung, che la curò e con il quale intrattenne una relazione. Nel 1905 s'iscrisse alla Facoltà di Medicina dell'Università di Zurigo, laureandosi, il 2 settembre 1911, con la tesi Sul contenuto psicologico di un caso di Dementia praecox. Rotti i rapporti con Jung, dall'ottobre si stabilì a Vienna, dove conobbe Sigmund Freud e divenne membro della Società Psicoanalitica, presentandovi il suo lavoro Destruktion als Ursache des Werdens.
Tornata a Rostov, il 1º giugno 1912 vi sposò il medico russo Pavel Šeftel' e il 17 dicembre 1913 nacque la prima figlia, Renata. La famiglia si trasferì a Zurigo, da dove il marito, richiamato alle armi, nel gennaio del 1915 partì per la Russia, mentre Sabina e Renata si stabilirono a Losanna. Nel settembre del 1920 prese parte a L'Aia al VI Congresso internazionale di psicoanalisi, leggendovi la relazione Sulla questione dell'origine e dello sviluppo del linguaggio. Stabilitasi a Ginevra, lavorò all'Istituto Jean-Jacques Rousseau e conobbe Jean Piaget. Nel settembre del 1922 partecipò a Berlino al VII Congresso internazionale di psicoanalisi.
Nell'estate del 1923 ritornò con la figlia in Unione Sovietica. A Mosca, con Vera Schmidt, fondò un asilo infantile d'avanguardia, Solidarietà internazionale (anche Asilo bianco per il colore delle pareti e del mobilio). L'istituto era fondato su principi molto moderni per l'epoca, infatti si cercava di far crescere i bambini e le bambine come persone libere. Tra i suoi ospiti vi fu anche un figlio di Stalin, Vasilij. Sabina entrò anche nella Società Psicoanalitica russa e insegnò psicologia infantile nella Seconda Università Statale di Mosca. Ripresi i rapporti con il marito, il 18 giugno 1926 nacque la seconda figlia Eva.
Nel 1930, impostasi la dottrina staliniana, la psicoanalisi non ottenne dignità di scienza e venne sciolta la Società Psicoanalitica. Nel 1935 Sabina Spielrein perdette il posto di psicologa infantile e lavorò come medico scolastico. Nell'estate del 1937 il marito morì di un attacco cardiaco, mentre i tre fratelli di Sabina, Jan, Emil e Isaac, arrestati con la falsa accusa di «spionaggio e appartenenza a organizzazione controrivoluzionaria», vennero tutti giustiziati. Ritiratasi nel 1941 a Rostov, Sabina e le sue figlie furono tra le 27.000 vittime del massacro di ebrei e prigionieri di guerra sovietici perpetrato dai nazisti nell'agosto del 1942.

## Eredità culturale
Le sue carte e la sua corrispondenza con Jung e Freud vennero in seguito rinvenute da Carlo Trombetta a Ginevra. Grazie a questo ritrovamento, la sua figura umana e professionale, a lungo ignorata o sottovalutata, salì alla ribalta, grazie anche alla pubblicazione nel 1980 del best seller di Aldo Carotenuto Diario di una segreta simmetria. Sabina Spielrein tra Jung e Freud. Carotenuto presentò la Spielrein per la prima volta in forma di psicodramma nella serie TV Da Storia nasce Storia (Rai 3, 1991) di Ottavio Rosati dove giocò a soggetto come attore i tre ruoli di Jung, Freud e Sabine . Carotenuto rivelò la relazione sentimentale tra la Spielrein e Jung e narrò in che modo Freud finì per costituire un terzo elemento esterno ma determinante della vicenda. 
La storia d'amore tra Jung e la Spielrein, con i suoi conflitti e momenti drammatici, contribuì allo sviluppo dei concetti di transfert e controtransfert e, in seguito, all'elaborazione del concetto di pulsione di morte (Todestrieb) che Freud avrebbe poi fatto suo. Freud la cita brevemente in una nota di Al di là del principio di piacere (1920) mettendo le mani in avanti, con queste parole: 
Buona parte di questi concetti è stata anticipata da Sabina Spielrein (1912) in un suo erudito e interessante lavoro, ma che, disgraziatamente, mi appare poco chiaro. Ella definisce l'elemento sadico della pulsione sessuale come "distruttivo".
Jung, da parte sua, si limita a citare Sabine in Simboli della trasformazione.

## Riferimenti nella cultura di massa
- Nel 1991 in Italia è stato girato un film liberamente tratto dalla storia scritta da Carl Gustav Jung dal regista Carlo Lizzani dal titolo Cattiva con interpreti Giuliana De Sio e Julian Sands.
- Nel 1997 Ottavio Rosati scrive per Rai 2 A Secret Simmetry, la sceneggiatura di un film tratto dal libro di Aldo Carotenuto che il presidente della Rai Liliana Cavani intende affidare alla regia di Nelo Risi.
- Il personaggio di Sabina Spielrein è stato rappresentato in Gran Bretagna in due lavori teatrali: Sabina (1998) di Snoo Wilson e The Talking Cure (2003) di Christopher Hampton.
- Nel 2002 è stato girato dalla regista svedese Elisabeth Márton un documentario dal titolo Ich hieß Sabina Spielrein (Il mio nome era Sabina Spielrein).
- Nel 2002 Roberto Faenza ha raccontato la sua storia nel film Prendimi l'anima, con Emilia Fox nel ruolo di Sabina e Iain Glen in quello di Carl Gustav Jung.
- Nel film del 2011 A Dangerous Method, girato da David Cronenberg, Sabina Spielrein è interpretata da Keira Knightley.

## Opere
- Sabina Spielrein, Sämtliche Schriften, Gießen, Psychosozial-Verlag, 2008 ISBN 3898068803

### Edizioni italiane
- Sabina Spielrein, Comprensione della schizofrenia e altri scritti, Napoli, Liguori, 1986 ISBN 9788820715137